# (3786) Yamada
(3786) Yamada es un asteroide perteneciente al cinturón de asteroides, descubierto el 10 de enero de 1988 por Takuo Kojima desde la Estación Chiyoda, Japón.

## Designación y nombre
Designado provisionalmente como 1988 AE. Fue nombrado Yamada en honor al ingeniero óptico japonés Sakka Yamada.